# Donjek
Il Donjek è un fiume del Canada della lunghezza di 270 chilometri. Nasce in Yukon nel Parco nazionale e riserva di Kluane, poi scorre verso nord ed infine confluisce nel fiume White River.